# 圣瑞昂
圣瑞昂（法語：Saint-Juan，法語發音：[sɛ̃ ʒɥɑ̃]）是法国杜省的一个市镇，属于贝桑松区。

## 地理
圣瑞昂（47°17'20"N, 6°21'23"E）面积12.09 平方千米，位于法国勃艮第-弗朗什-孔泰大區杜省，该省份为法国东部内陆省份，北起上索恩省，西接汝拉省，东部及东南部与瑞士接壤，东北部与贝尔福地区省接壤。
与圣瑞昂接壤的市镇（或旧市镇、城区）包括：锡耶布莱丰、阿当莱帕萨旺、阿伊塞、布勒蒂涅圣母村、奥尔桑、帕萨旺。

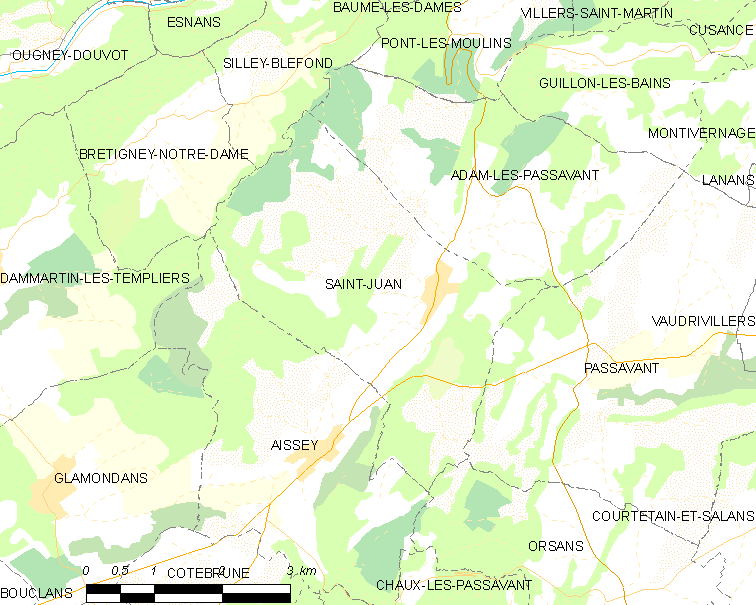
圣瑞昂的OSM定位图

圣瑞昂的时区为UTC+01:00、UTC+02:00（夏令时）。

## 行政
圣瑞昂的邮政编码为25360，INSEE市镇编码为25520。

## 政治
圣瑞昂所属的省级选区为博姆莱达姆县。

## 人口

1962-2008年间圣瑞昂人口变化图示

圣瑞昂于2022年1月1日时的人口数量为189人。